# Milancy Harris
Milancy D. Harris es una funcionaria de inteligencia estadounidense que se desempeña como subsecretaria de Defensa para Inteligencia y Seguridad en la administración Biden. Asumió el 1 de marzo de 2023 de manera interina, en reemplazo de Ronald Moultrie.
Anteriormente había jurado como subsecretaria adjunta de Defensa para Inteligencia y Seguridad (DUSD(I&S)) el 3 de enero de 2023. Como DUSD(I&S), Harris es la adjunta del USD(I&S) y la principal asesora de inteligencia, contrainteligencia y seguridad del secretario de Defensa (SecDef) y la principal representante del SecDef ante la Comunidad de Inteligencia.

## Biografía
Nacida de Wisconsin, Harris obtuvo una Licenciatura en Asuntos Internacionales y Literatura Inglesa de la Universidad Marquette y posee una Maestría en Gestión Política y un Certificado de Posgrado en Estudios de Seguridad Internacional de la Universidad George Washington.
Comenzó su carrera como analista de inteligencia y ocupó puestos en el NCTC y en la Agencia de Inteligencia de Defensa relacionados con alertas, operaciones de información y tecnologías emergentes. También se desempeñó como informante de inteligencia de 2006 a 2007 para la Oficina del Secretario de Defensa.
De 2015 a 2017, Harris se desempeñó como directora de Contraterrorismo en el personal del Consejo de Seguridad Nacional (NSC), donde fue responsable de una variedad de cuestiones relacionadas con el derecho de la guerra, incluidos los asuntos relacionados con los detenidos, la recuperación de rehenes y la transparencia en materia de contraterrorismo. Antes de unirse al NSC, Harris se desempeñó como directora adjunta de la División de Asuntos Emergentes en la Oficina del Director de Inteligencia Nacional (ODNI). En ese cargo, se desempeñó como asesora especial del DNI en cuestiones de detención, representó al ODNI durante la Revisión de la política de rehenes de la Casa Blanca de 2015 y ayudó en el diseño del proceso interinstitucional de la Junta de Revisión Periódica.
Desde junio de 2019 hasta febrero de 2021, Harris se concentró en la gobernanza tecnológica y el desarrollo institucional, primero en Facebook y luego como miembro fundadora del equipo de liderazgo de la Junta de Supervisión.
Desde el 1 de marzo de 2023, se desempeña como subsecretaria de Defensa para Inteligencia y Seguridad de los Estados Unidos, de manera interina.